# Jans tjärn
Jans tjärn är en sjö i Hagfors kommun i Värmland och ingår i Göta älvs huvudavrinningsområde.